# Horní Kounice
Horní Kounice település Csehországban, a Znojmói járásban. Horní Kounice Trstěnice, Čermákovice, Přeskače, Rešice, Tavíkovice, Tulešice, Medlice és Rouchovany településekkel határos. Lakosainak száma 293 fő (2024. január 1.).

## Népesség
A település lakosságának változását az alábbi diagram mutatja:
| Lakosok száma | 501  | 495  | 509  | 398  | 300  | 272  | 316  | 304  | 294  | 293  |
|               | 1869 | 1890 | 1921 | 1950 | 1980 | 2001 | 2017 | 2019 | 2022 | 2024 |